# Cordillera de Guaniguanico
La Cordillera de Guaniguanico es una cordillera en la zona noroeste de Cuba que se extiende desde la zona centro oeste de la provincia de Pinar del Río hasta la zona oeste de la provincia Artemisa. Está formada por dos sistemas montaños de baja altura bien diferenciados, la Sierra del Rosario y la Sierra de los Órganos.

## Geografía
La cordillera mide unos 160 km de largo desde el municipio Guane, en el oeste de la provincia de Pinar del Río, hasta las Alturas de Mariel, cerca de Mariel, en la provincia de Artemisa. Las dos formaciones que la componen la Sierra de los Órganos (en el oeste) y la Sierra del Rosario (en el este), se encuentran divididas en el medio por el río San Diego. 
El pico más elevado es el Pan de Guajaibón (699 m), ubicado entre las municipalidades de Bahía Honda y La Palma. Es un ícono de la zona occidental de Cuba.

## Puntos destacados
La cordillera Guaniguanico incluye el valle de Viñales, una reserva natural y Patrimonio de la Humanidad, otros hitos son la cascada Salto de Soroa y la reserva natural de Las Terrazas.

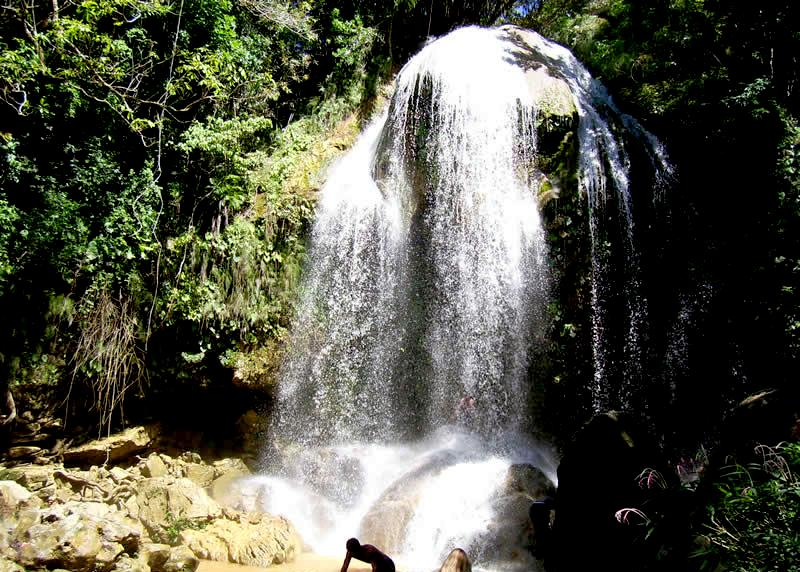
Salto de Soroa (Sierra del Rosario, Candelaria).